# Robert Higgins
Robert Higgins (Bloomington, 25 marzo 1925 – Indianapolis, 4 settembre 1998) è stato un sollevatore statunitense campione mondiale che gareggiò nella categoria dei pesi piuma (fino a 60 kg.).

## Biografia
Dopo aver ottenuto buoni risultati nei Campionati nazionali statunitensi, Higgins fu convocato ai Campionati mondiali del 1947, che in quell'anno si svolgevano nel suo Paese, a Filadelfia, riuscendo a sopravanzare tutti i suoi avversari e a vincere, quindi, la medaglia d'oro con 310 kg. nel totale di tre prove.
Dopo aver mancato la qualificazione alle Olimpiadi del 1948, non ebbe più risultati di rilievo.
Morì a Indianapolis il 4 settembre 1998.